# Bản dịch Kinh Thánh Thế Giới Mới
Bản dịch Kinh Thánh Thế Giới Mới (hay Kinh Thánh—Bản dịch Thế Giới Mới, tên tiếng Anh: New World Translation of the Holy Scriptures, viết tắt: NWT) là bản dịch Kinh Thánh do Hội Tháp Canh xuất bản và được Nhân Chứng Giê-hô-va sử dụng và phân phối rộng rãi. Phần Tân Ước được phát hành đầu tiên vào năm 1950 với tên gọi Bản dịch Kinh Thánh Thế Giới Mới (Ma-thi-ơ đến Khải Huyền),   cùng với Bản dịch Kinh thánh Thế Giới Mới trọn bộ được phát hành vào năm 1961.   Đây không phải là cuốn Kinh Thánh đầu tiên được Hội Tháp Canh xuất bản, nhưng đây là bản dịch nguyên gốc đầu tiên của các văn bản Kinh thánh tiếng Do Thái cổ, tiếng Hy Lạp Koine và tiếng Aramaic cổ.  Mặc dù các nhà bình luận cho rằng bản dịch đã có nỗ lực học thuật, nhưng các nhà phê bình lại mô tả bản dịch Kinh thánh này là một sự "thiên vị.